# Jacques Hache
Jacques Hache, né en 1663 à Blanmont (Belgique) et décédé en 1734 à Villers (Belgique), fut 61e abbé, de l'abbaye de Villers de 1716 à 1734. C'est lui qui fit construire le palais abbatial mais aussi de nombreux autres bâtiments de l'abbaye.

## Éléments de biographie
Né en 1663 à Blanmont, alors sous régime espagnol (Pays-Bas espagnols), Jacques est fils de Jacques et de Madeleine Haine. Il fait de bonnes études auprès des pères Récollets de Wavre et termine ses humanités à 17 ans, en 1680. C'est 11 ans plus tard, à l'âge de 28 ans qu'il est admis comme novice à l'abbaye de Villers-en-Brabant.
Il fait sa profession religieuse monastique le 3 aout 1692 et deux ans plus tard est ordonné prêtre. On sait qu'il fut régisseur du domaine de Schoten (une possession de l'abbaye dans la région d'Anvers) de 1697 jusqu'à son élection-nomination comme abbé de l'abbaye de Villers en 1716.

### Visites canoniques
Politiquement les temps sont troubles, et religieusement il y a beaucoup à faire pour redresser monastères et couvents. À peine a-t-il reçu la bénédiction abbatiale (6 janvier 1717) que Jacques Hache est nommé commissaire par l'abbé de Cîteaux pour bénir les abbesses de l'Ordre cistercien sous la direction de l'abbaye de Villers (duché de Brabant). Dans l'histoire de l'abbaye il est surtout connu comme le bâtisseur du dernier palais abbatial et d'autres bâtiments, mais Jacques Hache a laissé de nombreux écrits (manuscrits) sur les visites canoniques régulières faites aux abbayes-filles de Villers où il montre sa détermination à redresser la vie monacale et la ramener à une plus grande fidélité à la Règle de saint Benoît.
Ainsi, dès l'année qui suivit son élection (1717), l'abbé de Villers fait de nombreuses visites aux abbayes de moniales cisterciennes du Brabant, pour la visite canonique annuelle ou lors de la profession religieuse des novices, y rencontrant individuellement chaque moniale. Chaque fois il laissait (ou envoyait) un rapport (la 'charte de visite') avec instructions et recommandations à l'abbesse pour une plus authentique vie religieuse. Il visita plusieurs fois les abbayes de Magdendale, Valduc, Argenton, Wauthier-Braine, Florival, etc, toutes anciennes fondations de Villers. A la demande de l'archiduchesse Marie-Elisabeth il intervint lors de la nomination d'une nouvelle abbesse (extérieure au monastère) pour l'abbaye de Munster, à Ruremonde (1728).  

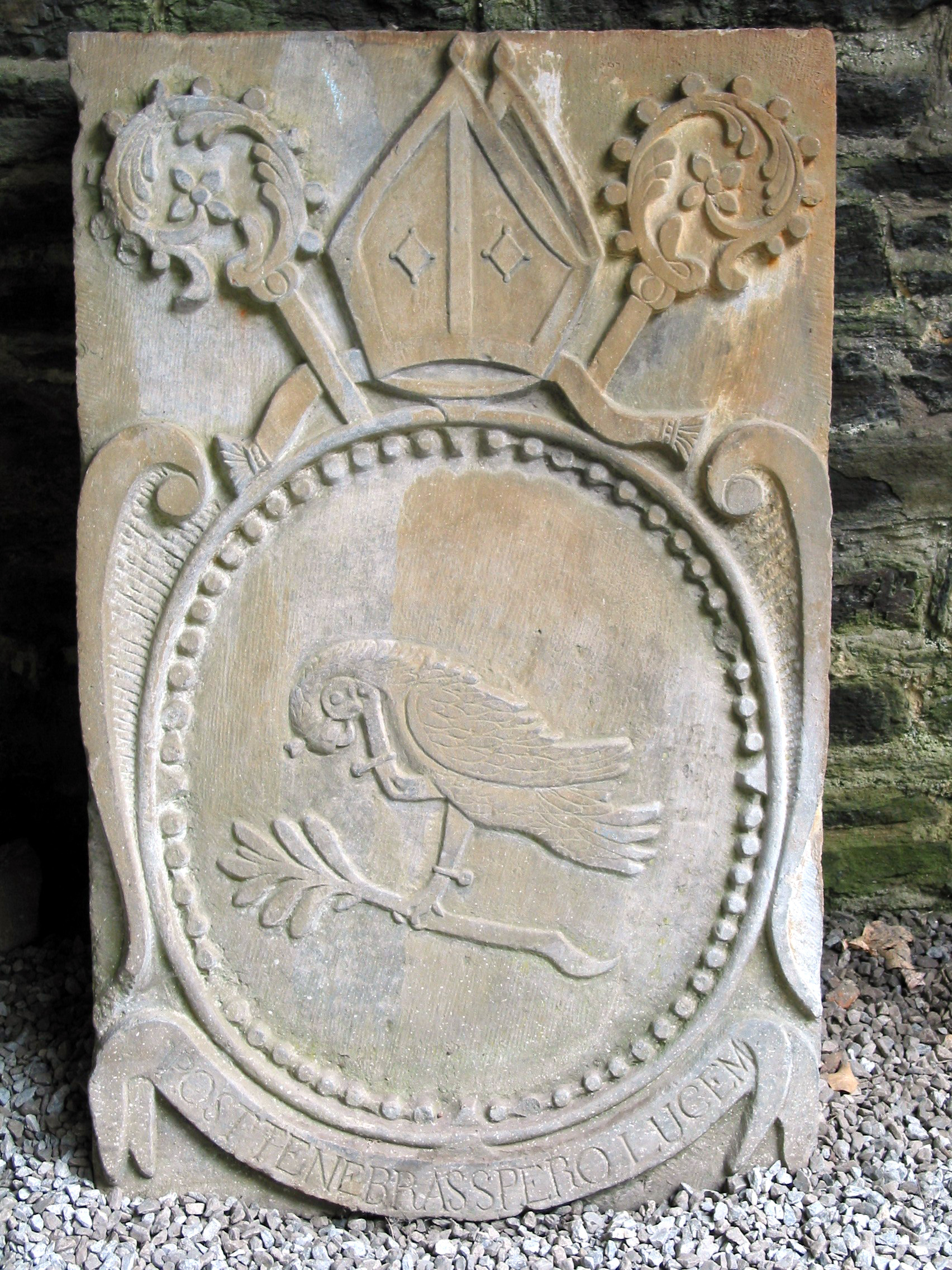
Les armoiries de Dom Jacques Hache Post tenebras spero lucem (sur une pierre dans l'abbaye)

### Souci à Grandpré
Son gros souci fut le grave conflit ouvert par l’abbé de Grandpré, pourtant abbaye-fille de Villers. A Grandpré le boursier de l’abbaye fut déchargé ’injustement’ de sa fonction. À la suite de la plainte reçue Dom Jacques fit une visite canonique approfondie en aout 1721.  Tout en lui reconnaissant certains torts L’abbé-visiteur le rétablit dans sa fonction. La crise fut grave, la communauté monastique divisée, l’intervention de l’abbé (général) de Cîteaux et des autorités civiles (le Conseil d’état) fut sollicitée. Dom Jacques Hache – qui fit plusieurs autres visites à Grandpré - , dans un premier temps, fut désavoué. 
Une nouvelle visite canonique, en 1725, révèle que la discipline religieuse dans l’abbaye de Grandpré s’est encore dégradée. L’abbé Charles de Thier néglige les ordonnances de Dom Jacques Hache, père immédiat. Cependant le revirement et aveu de méconduite (en salle capitulaire) de Philippe de Hautregard, moine très proche de l’abbé de Thier, modifie grandement la situation. On comprend mieux la position de Dom Jacques Hache. Charles de Thier, abbé de Grandpré, meurt en septembre 1728.  Le 10 octobre Jacques Hache, père immédiat de Grandpré préside à l’élection d’un nouvel abbé à Grandpré, avec comme témoins présents, l’évêque de Namur Thomas Strickland.
Les cinq prieurs durant l'abbatiat de Jacques Hache furent: Benoit Matthei, Paul Tordoir, François Columbanus, Gérard de Meulenaer et Arnulphe Pottelberghe qui lui succéda comme abbé le 24 octobre 1734. Jacques Hache meurt en 1734.